# Oláhújfalu
Oláhújfalu vagy Románújfalu (románul: Nou Român, németül: Goldbach vagy Wallachisch-Neudorf, szász nyelvjárásban Goldbiχ) falu Romániában, Erdélyben, Szeben megyében.

## Fekvése
Nagyszebentől 47 kilométerre keletre, az Olt jobb partján fekszik. A községközpont Alsóárpásról a vízerőmű duzzasztógátján át közelíthető meg.

## Lakossága

### Általános adatok
Népessége 1850 és a századforduló között enyhén növekedett, azóta viszont harmadára esett vissza.

### Etnikai és vallási megoszlás
- 1900-ban 898 lakosából 776 volt román, 110 magyar és 10 német anyanyelvű; 775 görögkatolikus és 107 református vallású.
- 2002-ben 391 lakosából 354 volt román és 37 magyar nemzetiségű; 331 ortodox, 28 református és 26 adventista vallású.

## Története
1307-ben Ujfalu, 1382-ben Nova Villa, 1418-ban Kerz Olachorum néven említették. Fehér, majd Felső-Fehér vármegye egyik enklávéjához tartozott. 1876-ban Fogaras vármegyéhez csatolták. Román lakói a 19. század első harmadában tértek görögkatolikus hitre, egyházközsége 1837-ben alakult. Román lakossága mellett református magyarok is élnek a faluban, akik a 18. századtól 1932-ig (Valeczki Lukács visszavonulásáig) fazekassággal is foglalkoztak. Edényeiket saját maguk értékesítették. Szekereikkel minden ősszel felkeresték Alcina, Alsóárpás, Alsóporumbák, Alsóucsa, Cikendál, Illenbák, Márpod, Szentjánoshegy, Skorei és Újegyház román és szász településeket. Mivel a legközelebbi magyar nyelvű közösség, az oltszakadáti, evangélikus vallású volt, igen messzi falvakkal házasodtak össze, a leggyakrabban a bürkösi magyarokkal. A 19. század végén már csak „töredezve” beszéltek magyarul. 1886-ban állami, magyar nyelvű iskola nyílt a faluban, majd 1918-tól az 1930-as évekig a református egyház tartott fenn magyar iskolát.

## Látnivalók
- A falu múzeumát („Telea Bologa Kulturális Központ”) 2003-ban avatták föl egy régi parasztházban, és a nagyszebeni ASTRA Múzeumhoz tartozik.[4]
- A falu ortodox (korábban görögkatolikus) temploma 1846-ban, a református 1901-ben épült.